# Kalundborg község
Kalundborg község (dánul: Kalundborg Kommune) Dánia 98 községének (kommune, helyi önkormányzattal rendelkező közigazgatási egység) egyike. Kalundborg község Odsherred, Holbæk, Sorø és Slagelse községekkel határos. Lakosainak száma 48 660 fő (2016).